# هالندیل (مینه‌سوتا)
هالندیل، مینه‌سوتا (به انگلیسی: Hollandale, Minnesota) یک شهر در ایالات متحده آمریکا است که در شهرستان فری‌بورن، مینه‌سوتا واقع شده‌است.

## خصوصیات
هالندیل ۱٫۱۴ کیلومترمربع مساحت و ۳۰۳ نفر جمعیت دارد و ۳۶۸ متر بالاتر از سطح دریا واقع شده‌است.